# 영산포서초등학교
영산포서초등학교는 대한민국 전라남도 나주시 동수동에 있었던 공립 초등학교이다.

## 연혁
- 1943년 5월 11일 동수공립국민학교 개교(설립인가 4월 30일)
- 1966년 10월 1일 영산포서국민학교로 개칭
- 1996년 3월 1일 영산포서초등학교로 개칭
- 1999년 9월 1일 폐교(영산포초등학교로 통합)